# Universitat de Ruanda
La Universitat de Ruanda (UR, kinyarwanda Kaminuza y’u Rwanda, francès Université du Rwanda)) és una institució d'ensenyament superior creada en 2013 mitjançant la fusió de les primeres institucions públiques independents d'ensenyament superior de Ruanda, la principal de les quals era la Universitat Nacional de Ruanda. La seu principal de la universitat es troba a Kigali.

## Història
Els treballs inicials per establir la institució es va dur a terme pel professor Paul Davenport, un membre del Consell Consultiu Presidencial de Paul Kagame, que ara actua com a president de la junta de govern de la universitat. La Universitat de Ruanda es va establir el setembre de 2013 per una llei que va derogar les lleis que establiren la Universitat Nacional de Ruanda i altres instituts d'educació superior públiques del país, creant en el seu lloc la UR. La Llei número 71/2013 va cedir els contractes, activitats, actius, passius i denominacions de set institucions a la UR: la Universitat Nacional de Ruanda (UNR); l'Institut de Ciències i Tecnologia de Kigali (KIST); l'Institut d'Educació de Kigali (KIE; Ishuri Rikuru Nderabarezi ry’i Kigali/Institut Supérieur Pédagogique de Kigali); l'Institut Superior d'Agricultura i Ramaderia (Institut Supérieur d'Agriculture et d'Elevage, ISAE/Ishuri Rikuru ry’Ubuhinzi n'Ubworozi); l'Escola de Finances i Banca (SFB, Ishuri Rikuru ritanga inyigisho mu byerekeye Imari n'Amabanki/École des Finances et des Banques); l'Institut Superior Politècnic d'Umutara (UP; Ishuri rikuru "Umutara Polytechnic"/Institut Supérieur d'Umutara Polytechnique); i l'Institut Superior de Salut de Kigali (KHI; Ishuri Rikuru ry’Ubuzima ry’ i Kigali/Institut Supérieur de Santé de Kigali).
En el moment de la seva creació, els funcionaris educatius van informar que "esperaven que la universitat millorarà la qualitat de l'educació i respondrà amb eficàcia a les necessitats actuals nacionals i globals." Eugene Kwibuka del diari de Ruanda The New Times va informar que molts dels alts directius de la universitat són els erudits ben establertes amb registres de millorar l'acompliment de les seves institucions anteriors, però que molts d'ells "també són membres ben coneguts de l'elit ruandesa o amics decidits de Ruanda i assessors del president Kagame, qui recentment han contribuït al desenvolupament del sector de l'educació a Ruanda o recentment han estat involucrat en el disseny de la nova Universitat de Ruanda". Un desafiament clau per a la universitat és la manca de professors qualificats. Un article publicat a Annals of Global Health en 2015, per exemple, assenyala que a l'Escola de Salut Pública, part de la Facultat de Medicina i Ciències de la Salut, un obstacle per a l'objectiu de la Universitat fusionada de millora de la qualitat de l'ensenyament de l'educació superior i la investigació a Ruanda és "la limitació de personal acadèmic qualificat". L'Escola té contractat sis empleats de nivell llicenciat i sis empleats de nivell màster, així com cinc assistents d'investigació. A més, ofereix una àmplia sèrie de programes de grau i té un "ratio desproporcionat alumne-supervisor" de 15 estudiants per professor facultatiu. El lideratge de la universitat planeja incrementar la proporció de mestres que posseeixen la titulació acadèmica de doctorat del 20 per cent a 60 per cent per al 2024.

## Organització i administració
Està organitzada en sis col·legis:
- College of Arts and Social Sciences (CASS, Koleji yigisha iby’Indimi n'Ubumenyi bw’Imibereho y‘Abaturage/Collège des Lettres et Sciences Sociales)
- College of Agriculture, Animal Sciences and Veterinary Medicine (CAVM, Koleji y’Ubuhinzi, Ubumenyi n‘ubuvuzi bw‘Amatungo/Collège d'Agriculture, des Sciences Animales et Médecine Vétérinaire)
- College of Business and Economics (CBE, Koleji yigisha iby’Ubucuruzi n'Ubukungu/Collège des Affaires et de l'Economie)
- College of Education (CE, Koleji Nderabarezi/Collège de l'Education)
- College of Medicine and Health Sciences (CMHS; Koleji y’Ubuvuzi n'Ubuzima/Collège des Sciences de Médecine et de Santé)
- College of Science and Technology (CST, Koleji y‘Ubumenyi n‘Ikoranabuhanga/Collège des Sciences et Technologies).

## Campus
La universitat té 14 campus:
- Campus Gikondo
- Campus Remera
- Campus Nyarugenge
- Campus Huye (Butare)
- Campus Busogo
- Campus Rubirizi
- Campus Nyamishaba
- Campus Nyagatare
- Campus Rusizi
- Campus Kicukiro
- Campus Musanze
- Campus Rukara
- Campus Byumba
- Campus Kibungo

El seu vicerector és el professor Phillip Cotton, que va ocupar el càrrec l'octubre de 2015. El seu predecessor va ser el botànic nord-irlandès James McWha. El rector és Dr Mike O'Neal, antic president de la Universitat Cristiana d'Oklahoma.

## Perfil acadèmic
En gener de 2015 la universitat tenia 30.445 estudiants, dels quals 28.875 eren estudiants i 1.570 postgraduats. el 99,4 per cent dels estudiants UR són nacionals de Ruanda. Dona feina a 1.450 acadèmics i 816 personal administratiu i de suport.
UR participa en una sèrie de col·laboracions internacionals. El 2015 de febrer, la Universitat de Ruanda i Universitat de l'Estat de Michigan van llançar màster conjunt d'agroindústria, assistit financerament per l'Agència dels Estats Units per al Desenvolupament Internacional. El programa pretén ajudar a les dones de Ruanda a autoabastir-se de l'agroindústria. L'Agència Sueca de Cooperació per al Desenvolupament Internacional està finançant el desenvolupament de la capacitat d'investigació a Ruanda a través de la universitat.

## Persones destacades
Agnes Binagwaho, ministra de Salut de Ruanda, es va convertir en la primera persona que va rebre un doctorat de la nova Universitat de Ruanda l'agost de 2014. Binagwaho, que investiga els drets de salut dels nens en el context de VIH/SIDA, va començar el seu doctorat el 2008, abans de la fusió de la universitat.